# Суншань (Тайбей)
Район Суншань (кит.: 松山區) — район в столиці та місті центрального підпорядкування Республіки Китай Тайбеї.

## Географія
Площа району Суншань на 10 вересня 2017 становила близько 9,2878 км².

## Аеропорт
В районі розташований аеропорт Суншань (англ. Taipei Songshan Airport, IATA: TSA, ICAO: RCSS), це місцевий аеропорт під назвою аеропорт Тайбей та військово-повітряна база Суншань, яка обслуговує Президента та віце-президента Республіки Китай.
Займає площу 1,82 км². Створений японцями у 1936 році як військовий аеропорт.

## Населення
Населення району Суншань на 15 серпня 2006 становило близько 208 832 осіб. Густота населення становила 22 484,5 осіб/км².